# IV. legija Flavia Felix
Četrta legija Flavia Felix (latinsko Legio quarta Flavia Felix, Četrta srečna flavijska legija), rimska legija, ki jo je leta 70 ustanovil cesar Vespazijan iz ostankov razpuščene IV. legije Macedonica. Do 4. stoletja je delovala v Gornji Meziji. Njena simbol je bil lev.
IV. legija Macedonica se je v batavijski vstaji vojskovala pod Vespazijanovim poveljstvom. Cesar svojim možem ni zaupal, morda zato, ker so dve leti pred tem podprli Vitelija. Legijo je zato razpustil in ustanovil novo IV. legijo in jo po sebi imenoval Flavia Felix. Njen simbol lev kaže, da je bila ustanovljena verjetno julija ali avgusta 70.
Legija je taborila v Burnumu (sedanje Kistanje) v Dalmaciji, kjer je zamenjala XI. legijo Claudia. Po invaziji Dačanov leta 86 jo je Domicijan premestil v Singidunum (sedanji Beograd, Srbija) v provinco  Gornjo Mezijo. Nekateri podatki kažejo, da je bila legija, ali ena od njenih veksilacij, prisotna v Viminaciju (blizu sedanjega Kostolca, Srbija), kjer je bila baza VII. legije Claudia.
Leta 88 se je udeležila Domicijanovega povračilnega pohoda v Dakijo. Sodelovala je tudi v Trajanovih dačanskih vojnah, kjer je leta 101 zmagala v drugi bitki pri Tapi. Udeležila se je tudi zadnje in odločilne bitke proti Dačanom, v kateri so Rimljani osvojili njihovo prestolnico  Sarmisegetuso.
Spomenike IV. legije Flavia Felix so odkrili v Akvinku (Budimpešta), kar pomeni, da so njene veksilacije zamenjale II. legijo Adiutrix med njeno odsotnostjo v vojnah Lucija Vera proti Partskemu cesarstvu (162-166).
V markomanskih vojnah (166-180) se je vojskovala na Donavi proti germanskim plemenom.
Po Pertinaksovi smrti leta 193 je IV. legija Flavia Felix podprla Septimija Severja proti uzurpatorjema Pesceniju Nigru in Klodiju Albinu.
Legija se je verjetno borila tudi v eni ali več vojnah proti Sasanidom, vendar je do prve polovice 4. stoletja ostala stacionirana v Gornji Meziji.

## Zanimivost
IV. legija Flavia Felix nastopa na začetku filma Gladiator, v katerem jo njen komandant Maksim Decim Meridij vodi na pohod v Germanijo proti Markomanom.

## Vir
- E. Ritterling, Legio (IIII Flavia) v: Paulys Realencyclopädie der classischen Altertumswissenschaft (RE), XII. del, 2, Stuttgart, 1925, str. 1540–1549.